# PacketProtector
PacketProtector – dystrybucja Linuxa oparta na OpenWrt dla bezprzewodowych routerów domowych np. ASUS WL-500g lub WRTSL54GS.
W przypadku tego oprogramowania położono duży naciski na ogólne bezpieczeństwo. Poza podstawowymi funkcjami, które zapewnia OpenWrt, zintegrowano następujące oprogramowanie open source: Snort, Snort-inline, DansGuardian i ClamAV. Wszystkie wyżej wymienione narzędzia są dostępne z poziomu interfejsu zarządzającego WWW lub przy pomocy linii komend SSH.
Wersja 3.8 domyślnie nie posiada zainstalowanego filtra rodzinnego DansGuardian.
Wersja 4.0 z powodu wielu błędów została porzucona w marcu 2011 r.